# Nonatus longilineus
Nonatus longilineus är en ringmaskart som beskrevs av Ayrton Amaral 1980. Nonatus longilineus ingår i släktet Nonatus och familjen Capitellidae. Inga underarter finns listade i Catalogue of Life.